# 旗多様体
旗多様体 は、数学では、体F上の有限次元ベクトル空間V内の旗を点とする等質空間です。Fが実数または複素数の場合、旗多様体は可微分多様体または複素多様体であり、実旗多様体または複素旗多様体と呼ばれます。旗多様体は当然射影多様体です。
旗多様体は、さまざまな程度の一般性で定義できます。原型は、体F上のベクトル空間V内の完全な旗の多様体であり、これはF上の特殊線型群の旗多様体です。他の旗多様体は、部分旗を考慮することによって、または特殊線型群からシンプレクティック群などの部分群への制限によって生成します。部分的な旗の場合、検討中の旗の次元の順序を指定する必要があります。線型群の部分群の場合、旗に追加の条件を課す必要があります。

## ベクトル空間の旗
体F上の有限次元ベクトル空間V内の旗は、部分空間の増加列です。ここで、「増加」とは、それぞれが次の適切な部分空間であることを意味します。
{\displaystyle \{0\}=V_{0}\subset V_{1}\subset V_{2}\subset \cdots \subset V_{k}=V.}
dim Vi = di と書くと、次のようになります 。
{\displaystyle 0=d_{0}<d_{1}<d_{2}<\cdots <d_{k}=n,}
ここで、nはVの次元です。したがって、k ≤ nでなければなりません。
すべてのiについてdi = iの場合、旗は完全な旗と呼ばれ、それ以外の場合は部分旗と呼ばれます。
旗の指数は列 (d1, ..., dk) です。
一部の部分空間を削除することにより、完全な旗から部分旗を取得できます。逆に、適切な部分空間を挿入することで、部分旗を (さまざまな方法で) 完全な旗にすることができます。

## 原型: 完全旗多様体
線形代数の基本的な結果によると、体F上のn次元ベクトル空間V内の任意の 2 つの完全な旗は、幾何学的な観点からは互いに違いはありません。つまり、一般線型群は、すべての完全な旗の集合に対して推移的に作用します。
Vの順序付けられた基底を固定し、それをFnで識別します。その一般線型群は n × n 可逆行列の群 GL(n,F) です。この基底に関連付けられた標準旗は、i番目の部分空間が基底の最初のi個のベクトルにより張られる旗です。この基準に関連して、標準旗のスタビライザーは非特異下三角行列の群であり、これを Bn で表します。したがって、完全旗多様体は、等質空間として記述できます。GL(n,F) / Bn、これは特にF上の次元n (n−1)/2 を持つことを示しています。
恒等行列の倍数はすべての旗に自明に作用するため、半単純な代数群である行列式 1 を持つ行列の特殊線型群 SL(n,F)に注意を制限できることに注意してください。行列式 1 の下三角行列の集合はボレル部分群です。
体Fが実数または複素数の場合、選択した基底が正規直交になるようにVに内積を導入できます。次に、完全な旗は、直交する補空間を取ることにより、1 次元部分空間の直接和に分割されます。したがって、複素数上の完全旗多様体は等質空間です。
{\displaystyle U(n)/T^{n}}
ここで、U( n ) はユニタリ群で、T nは対角ユニタリ行列のn次トーラスです。U( n ) を直交群 O( n ) に置き換え、T n を対角直交行列 (対角成分 ±1 を持つ ) に置き換えた実数についても同様の説明が可能です